# UNITED for Intercultural Action
UNITED for Intercultural Action es una red europea contra el nacionalismo, racismo, fascismo y para el apoyo a inmigrantes y refugiados. En la red se organizan más de 560 organizaciones de 49 países europeos. UNITED se mantiene independiente, desde su fundación en 1992, de todos los partidos políticos, organizaciones y estados. 
El directorio europeo contra el racismo es publicado anualmente por UNITED. Este directorio contiene todas las organizaciones importantes de Europa de lucha activa contra el nacionalismo, racismo, fascismo o las que brindan apoyo a inmigrantes y refugiados. Aparte de estas organizaciones el directorio contiene más de 2200 otras y  más de 130 entidades patrocinadoras, con todos sus datos de contacto. La edición en línea contiene más de 3500 inscripciones. 
En el calendario del internacionalismo publica UNITED informaciones sobre importantes eventos, seminarios, cursos de capacitación, conferencias, exposiciones, festivales etc. en el entorno temático del antirracismo, antinacionalismo, antifascismo, apoyo a inmigrantes, refugiados y derechos humanos. La edición en línea es actualizada semanalmente. Una edición impresa es enviada a 2500 contactos en toda Europa.
Cada año se celebran en toda Europa las siguientes campañas organizadas por UNITED:
- 21 de marzo semana de acción contra el racismo
- 20 de junio día internacional del refugiado
- 9 de noviembre día internacional contra el fascismo y el antisemitismo

En torno al servicio de paz trabajan voluntarios austriacos del servicio social en el extranjero y de la acción Sühnezeichen del servicio de paz con UNITED.